# NK Bosna Visoko
Der Nogometni Klub Bosna Visoko ist ein bosnischer Fußballverein aus Visoko, Bosnien und Herzegowina. Der Verein spielt nach dem Aufstieg 2015 in der zweithöchsten Spielklasse Bosniens der Ersten Liga der FBiH. Die Vereinsfarben sind blau-gelb.

## Allgemeines
Seit 1923 existiert ein Fußballklub in Visoko. Anfangs war nur der FK Jadran in der kleinen bosnischen Stadt aktiv. 1934 wurde der FK Radnički, also ein Stadtrivale des FK Jadran gegründet. 1953 kam es zur Fusion der beiden Klubs und seitdem besteht der NK Bosna Visoko. Die bisherigen größten Erfolge war die Teilnahme an der Premijer Liga, in der man 2003 als 20. und letzter abstieg. 1998 wurde man Meister in der regionalen Meisterschaft der Föderation Bosnien und Herzegowina, sowie 1999 Pokalsieger des bosnischen Pokals (ganz Bosnien und Herzegowina) und des bosnischen Supercups. Seit dem Abstieg 2003 spielte man eine Zeit lang in der zweithöchsten Spielklasse Bosniens und einige Saisons lang in der 3. Liga. Ab der Saison 2015/16 spielt man wieder in der Prva Liga FBiH. Die Heimstätte des Vereins ist das Luke-Stadion mit einem Fassungsvermögen von 5.200 Personen.

## Erfolge
- 1999 bosnischer Pokalsieger
- 1999 bosnischer Supercupsieger

## Bekannte Spieler
- Mirsad Džafić (Karriere beendet)
- Almedin Hota (LASK Linz)
- Mirsad Bešlija (Hearts)
- Elvir Rahimić (ZSKA Moskau)
- Kenan Becirevic (FK Željezničar Sarajevo)